# Campinho (Reguengos de Monsaraz)
Campinho is een plaats (freguesia) in de Portugese gemeente Reguengos de Monsaraz en telt 917 inwoners (2001).